# Селице (Шаља)
Селице (слч. Selice, мађ. Szelőce) насељено је мјесто са административним статусом сеоске општине (слч. obec) у округу Шаља, у Њитранском крају, Словачка Република.

## Становништво
| Година:    | 1994. | 2004.   | 2014.   | 2024.   |
| ---------- | ----- | ------- | ------- | ------- |
| Број људи: | 2812  | 2914    | 2823    | 2846    |
| Разлика:   |       | +3,62 % | -3,12 % | +0,81 % |

| Година:    | 2023. | 2024.   |
| ---------- | ----- | ------- |
| Број људи: | 2853  | 2846    |
| Разлика:   |       | -0,24 % |

Према подацима о броју становника из 2011. године насеље је имало 2.870 становника.